# Grande Prêmio da Europa de 2009
Resultados do Grande Prêmio da Europa de Fórmula 1 realizado em Valência em 23 de agosto de 2009. Décima primeira etapa do campeonato, foi vencido pelo brasileiro Rubens Barrichello, da Brawn-Mercedes, com Lewis Hamilton em segundo pela McLaren-Mercedes e Kimi Räikkönen em terceiro pela Ferrari.

## Resumo
- Estreia do francês Romain Grosjean na Fórmula 1.
- Luca Badoer estreia como substituto da Felipe Massa na Ferrari.[4]
- Rubens Barrichello quebrou um jejum de 84 corridas sem vencer, pois seu último triunfo fora no Grande Prêmio da China de 2004.[5]
- Sétima vitória da Brawn, primeira de Rubens Barrichello pela equipe e do piloto em 2009.
- Centésima vitória brasileira na Fórmula 1.
- Primeira e única volta mais rápida na carreira do alemão Timo Glock e terceira e última de sua equipe, a Toyota.

## Classificação da prova
Carros com KERS estão marcados com "‡"

### Treinos classificatórios
| Pos.   | Nº | Piloto               | Equipe               | Q1       | Q2       | Q3       | Grid |
| ------ | -- | -------------------- | -------------------- | -------- | -------- | -------- | ---- |
| 1      | 1‡ | Lewis Hamilton       | McLaren-Mercedes     | 1:38.649 | 1:38.182 | 1:39.498 | 1    |
| 2      | 2‡ | Heikki Kovalainen    | McLaren-Mercedes     | 1:38.816 | 1:38.230 | 1:39.532 | 2    |
| 3      | 23 | Rubens Barrichello   | Brawn-Mercedes       | 1:39.019 | 1:38.076 | 1:39.563 | 3    |
| 4      | 15 | Sebastian Vettel     | Red Bull-Renault     | 1:39.295 | 1:38.273 | 1:39.789 | 4    |
| 5      | 22 | Jenson Button        | Brawn-Mercedes       | 1:38.531 | 1:38.601 | 1:39.821 | 5    |
| 6      | 4‡ | Kimi Räikkönen       | Ferrari              | 1:38.843 | 1:38.782 | 1:40.144 | 6    |
| 7      | 16 | Nico Rosberg         | Williams-Toyota      | 1:39.039 | 1:38.346 | 1:40.185 | 7    |
| 8      | 7  | Fernando Alonso      | Renault              | 1:39.155 | 1:38.717 | 1:40.236 | 8    |
| 9      | 14 | Mark Webber          | Red Bull-Renault     | 1:38.983 | 1:38.625 | 1:40.239 | 9    |
| 10     | 5  | Robert Kubica        | BMW Sauber           | 1:38.806 | 1:38.747 | 1:40.512 | 10   |
| 11     | 6  | Nick Heidfeld        | BMW Sauber           | 1:39.032 | 1:38.826 |          | 11   |
| 12     | 20 | Adrian Sutil         | Force India-Mercedes | 1:39.145 | 1:38.846 |          | 12   |
| 13     | 10 | Timo Glock           | Toyota               | 1:39.459 | 1:38.991 |          | 13   |
| 14     | 8  | Romain Grosjean      | Renault              | 1:39.322 | 1:39.040 |          | 14   |
| 15     | 12 | Sébastien Buemi      | Toro Rosso-Ferrari   | 1:38.912 | 1:39.514 |          | 15   |
| 16     | 21 | Giancarlo Fisichella | Force India-Mercedes | 1:39.531 |          |          | 16   |
| 17     | 17 | Kazuki Nakajima      | Williams-Toyota      | 1:39.795 |          |          | 17   |
| 18     | 9  | Jarno Trulli         | Toyota               | 1:39.807 |          |          | 18   |
| 19     | 11 | Jaime Alguersuari    | Toro Rosso-Ferrari   | 1:39.925 |          |          | 19   |
| 20     | 3‡ | Luca Badoer          | Ferrari              | 1:41.413 |          |          | 20   |
| Fonte: |    |                      |                      |          |          |          |      |

### Corrida
| Pos.   | Nº | Piloto               | Construtor           | Voltas | Tempo/Diferença | Grid | Pontos |
| ------ | -- | -------------------- | -------------------- | ------ | --------------- | ---- | ------ |
| 1      | 23 | Rubens Barrichello   | Brawn-Mercedes       | 57     | 1:35:51.289     | 3    | 10     |
| 2      | 1‡ | Lewis Hamilton       | McLaren-Mercedes     | 57     | + 2.358         | 1    | 8      |
| 3      | 4‡ | Kimi Räikkönen       | Ferrari              | 57     | + 15.994        | 6    | 6      |
| 4      | 2‡ | Heikki Kovalainen    | McLaren-Mercedes     | 57     | + 20.032        | 2    | 5      |
| 5      | 16 | Nico Rosberg         | Williams-Toyota      | 57     | + 20.870        | 7    | 4      |
| 6      | 7  | Fernando Alonso      | Renault              | 57     | + 27.744        | 8    | 3      |
| 7      | 22 | Jenson Button        | Brawn-Mercedes       | 57     | + 34.913        | 5    | 2      |
| 8      | 5  | Robert Kubica        | BMW Sauber           | 57     | + 36.667        | 10   | 1      |
| 9      | 14 | Mark Webber          | Red Bull-Renault     | 57     | + 44.910        | 9    |        |
| 10     | 20 | Adrian Sutil         | Force India-Mercedes | 57     | + 47.935        | 12   |        |
| 11     | 6  | Nick Heidfeld        | BMW Sauber           | 57     | + 48.822        | 11   |        |
| 12     | 21 | Giancarlo Fisichella | Force India-Mercedes | 57     | + 1:03.614      | 16   |        |
| 13     | 9  | Jarno Trulli         | Toyota               | 57     | + 1:04.527      | 18   |        |
| 14     | 10 | Timo Glock           | Toyota               | 57     | + 1:26.519      | 13   |        |
| 15     | 8  | Romain Grosjean      | Renault              | 57     | + 1:31.774      | 14   |        |
| 16     | 11 | Jaime Alguersuari    | Toro Rosso-Ferrari   | 56     | + 1 volta       | 19   |        |
| 17     | 3‡ | Luca Badoer          | Ferrari              | 56     | + 1 volta       | 20   |        |
| 18     | 17 | Kazuki Nakajima      | Williams-Toyota      | 54     | Pneus           | 17   |        |
| Ret    | 12 | Sébastien Buemi      | Toro Rosso-Ferrari   | 41     | Freios          | 15   |        |
| Ret    | 15 | Sebastian Vettel     | Red Bull-Renault     | 23     | Motor           | 4    |        |
| Fonte: |    |                      |                      |        |                 |      |        |

## Tabela do campeonato após a corrida
| Pos.   | Piloto             | Pontos |
| ------ | ------------------ | ------ |
| 1      | Jenson Button      | 72     |
| 2      | Rubens Barrichello | 54     |
| 3      | Mark Webber        | 51,5   |
| 4      | Sebastian Vettel   | 47     |
| 5      | Nico Rosberg       | 29,5   |
| Fonte: |                    |        |

| Pos.   | Construtor       | Pontos |
| ------ | ---------------- | ------ |
| 1      | Brawn-Mercedes   | 126    |
| 2      | Red Bull-Renault | 98,5   |
| 3      | Ferrari          | 46     |
| 4      | McLaren-Mercedes | 41     |
| 5      | Toyota           | 38,5   |
| Fonte: |                  |        |

- Nota: Somente as primeiras cinco posições estão listadas.